# Superman (2025.)
Superman je američki superherojski film iz 2025. godine, temeljen na istoimenom liku iz stripova izdavačke kuće DC Comics. Scenarij je napisao i film režirao James Gunn, a riječ je o prvom filmu novog DC svemira (DC Universe, DCU) u produkciji DC Studiosa te drugom rebootu Supermanove filmske franšize. U glavnoj ulozi Clarka Kenta / Supermana pojavljuje se David Corenswet, dok ostale uloge tumače Rachel Brosnahan, Nicholas Hoult, Edi Gathegi, Anthony Carrigan, Nathan Fillion i Isabela Merced. Radnja prati Supermana koji nastoji dokazati čovječanstvu da je njihov zaštitnik, nakon što milijarder Lex Luthor pokrene plan kojim želi okrenuti javno mnijenje protiv njega.
Razvoj nastavka filma Čovjek od čelika (2013.), koji je dio tadašnjeg DC Proširenog svemira (DCEU), započeo je u listopadu 2014., a Henry Cavill trebao je ponovno utjeloviti Supermana. Međutim, nakon problematične produkcije filma Liga pravde (2017.), nastavak je obustavljen do svibnja 2020. Gunn je počeo raditi na novom Superman filmu oko kolovoza 2022., a u listopadu iste godine postao je supredsjednik DC Studiosa zajedno s producentom Peterom Safranom. U prosincu je potvrđeno da Gunn piše scenarij, a sljedećeg mjeseca najavljen je naslov „Superman: Legacy“. Gunn je u ožujku 2023. potvrđen i kao redatelj, dok su Corenswet i Brosnahan u lipnju iste godine odabrani za glavne uloge. Podnaslov Legacy kasnije je odbačen do kraja veljače 2024., kada je započelo snimanje na Svalbardu u Norveškoj. Glavna produkcija odvijala se u studijima Trilith u Atlanti, u saveznoj državi Georgiji, dok je dio scena sniman na lokacijama u Georgiji i Ohiju. Snimanje je završeno u srpnju. Film je djelomično inspiriran stripom „All-Star Superman“ (2005. – 2008.) autora Granta Morrisona i Franka Quitelyja, među ostalima.
Film Superman premijerno je prikazan 7. srpnja 2025. u kinu „TCL Chinese Theater“, a u distribuciji kuće Warner Bros. Pictures pušten je u kinodvorane, internacionalno 9. sprnja, a u  Sjedinjenih Američkih Država 11. srpnja. Prvi je film iz poglavlja „Bogovi i čudovišta“ unutar DCU-a. Kritika ga je većinom pozitivno ocijenila, a film je ostvario zaradu od 217 milijuna dolara na proračun od 225 milijuna. U Hrvatskoj u kinima CineStara pretpremijerno je prikazan 9. srpnja 2025., a dan kasnije premijerno.

## Radnja
Prije trideset godina, Jor-El i Lara Lor-Van poslali su svog novorođenog sina Kal-Ela na Zemlju kako bi ga spasili od uništenja njihova matičnog planeta, Kriptona. Na Zemlji je Kal-Ela, pod imenom Clark Kent, odgojio ljudski par, Jonathan i Martha Kent, u gradiću Smallville u saveznoj državi Kansas. Zahvaljujući sunčevom zračenju, razvio je izvanredne moći. Nadahnut oproštajnom porukom svojih roditelja, koja je bila oštećena tijekom putovanja, Clark je prije tri godine svijetu predstavio svoj alter ego, Supermana, kao najmoćnijeg nadčovjeka na Zemlji. I dalje skriva svoj pravi identitet te radi kao novinar za list Daily Planet u Metropolisu, gdje surađuje s Jimmyjem Olsenom i Lois Lane, s kojom je u vezi i koja zna za njegovu tajnu.
Tri tjedna prije središnjih događaja, Superman je spriječio invaziju Boravije, saveznice Sjedinjenih Američkih Država, na susjednu zemlju Jarhanpur. Milijarder Lex Luthor tada uvjerava generala Ricka Flaga starijeg i druge predstavnike američke vlade da, ukoliko bude potrebno, može ubiti Supermana. Superman gubi svoj prvi okršaj s tajanstvenim „Čekićem Boravije”, koji svoje postupke opravdava Supermanovim miješanjem u rat. Ipak, javnosti nije poznato da je taj Čekić zapravo Ultraman, klon kojeg Luthor kontrolira pomoću dronova. Supermanov pas Krypto odvodi ozlijeđenog junaka u Tvrđavu samoće na Antarktici, gdje se oporavlja uz pomoć koncentriranog sunčevog zračenja. Luthor potom potajno ulazi u tvrđavu s Ultramanom i Inženjerkom, krade oproštajnu poruku Jor-Ela i Lare te je u potpunosti dešifrira, prije nego što otme Krypta.
Dok se Superman i članovi tima Justice Gang – koji čine Green Lantern, Mister Terrific i Hawkgirl, bore s kaiju čudovištem koje je Luthor stvorio kao diverziju, Luthor u prijenosu uživo objavljuje cjelokupnu kriptonsku poruku. Na Supermanovo zaprepaštenje, u drugom dijelu poruke njegovi roditelji mu poručuju da treba pokoriti Zemlju i osvojiti što više žena kako bi obnovio kriptonsku rasu. Javnost se okreće protiv Supermana, a on se dobrovoljno predaje vladi. Zbog njegove moći, general Flag odlučuje da se Superman predaje u skrbništvo Lexu Luthoru.
Luthor zatvara Supermana u umjetnu džepnu dimenziju u kojoj već drži brojne protivnike, uključujući Krypta i metahumana Metamorpha. Ucjenjujući Metamorpha sigurnošću njegova malog sina Joeyja, Luthor ga prisiljava da stvori kriptonit kojim Superman postaje bespomoćan. Luthorova djevojka Eve Teschmacher, koja je zaljubljena u Jimmyja, otkriva da Luthor potajno podržava Boraviju u zamjenu za pola teritorija Jarhanpura, i pokazuje dokaze u obliku fotografija. Luthor ispituje Supermana koristeći jednog od njegovih sljedbenika kao taoca i ubija ga, što šokira Metamorpha i potiče ga da pomogne Supermanu u bijegu. Zajedno oslobađaju Joeyja i Krypta. Lois Lane uspijeva uvjeriti Mistera Terrifica da im pomogne pronaći Supermana te ulaze u džepnu dimenziju, spašavaju zatočene junake i odvode Supermana na farmu Kentovih kako bi se oporavio.
Razljućen Supermanovim bijegom, Luthor naređuje pojačavanje energije reaktora džepne dimenzije kako bi ga ponovno privukao, čime stvara crnu rupu koja počinje gutati grad.
Dok Green Lantern, Metamorpho i Hawkgirl zaustavljaju drugu boravijsku invaziju, Superman i Mister Terrific bore se protiv Inženjerke i Ultramana, dok crna rupa prijeti Metropolisu. Nakon što porazi Inženjerku, Superman razotkriva da je Ultraman njegov klon. Luthor, opsjednut idejom da uništi Supermana, odbija zatvoriti crnu rupu, koja zatim razdvaja grad na dva dijela. Superman i Ultraman sukobljavaju se u brutalnom okršaju uz sam rub crne rupe. Superman pobjeđuje tako što koristi gravitaciju i baca Ultramana ispred autobusa koji biva uvučen u svemir, pri čemu i Ultraman biva usisan u crnu rupu. Superman i Mister Terrific prodiru u Luthorovo sjedište i isključuju reaktor, čime zatvaraju crnu rupu. U međuvremenu, Lois i Jimmy otkrivaju javnosti Luthorovu urotu i time čiste Supermanovo ime. Hawkgirl u završnom činu baca predsjednika Boravije, Vasila Ghurkosa, s velike visine i time ga usmrćuje, a Justice Gang biva slavljen kao herojski tim, kojem se pridružuje i novi član Metamorpho.
Luthor i njegovi saveznici bivaju uhićeni, a svi zatvorenici iz džepne dimenzije, uključujući Eve, oslobođeni. Kasnije, dok se Superman oporavlja od ozljeda u Tvrđavi samoće, njegova rođakinja Kara Zor-El dolazi pijana po Krypta. Superman, kako bi se opustio tijekom rehabilitacije, gleda snimke svojih djetinjih uspomena s Jonathanom i Marthom Kent.

## Glumačka postava
- David Corenswet kao Clark Kent / Superman:
- Rachel Brosnahan kao Lois Lane:
- Nicholas Hoult kao Lex Luthor:
- Edi Gathegi kao Michael Holt / Mister Terrific:
- Anthony Carrigan kao Rex Mason / Metamorpho:
- Nathan Fillion kao Guy Gardner / Green Lantern:
- Isabela Merced kao Kendra Saunders / Hawkgirl:

## Vanjke poveznice
- Službena stranica
- Superman u internetskoj bazi filmova IMDb-a